# Валице (Римавска Собота)
Валице (слч. Valice) је насељено мјесто са административним статусом сеоске општине (слч. obec) у округу Римавска Собота, у Банскобистричком крају, Словачка Република.

## Становништво
| Година:    | 1994. | 2004.   | 2014.   | 2024.   |
| ---------- | ----- | ------- | ------- | ------- |
| Број људи: | 331   | 310     | 322     | 335     |
| Разлика:   |       | -6,34 % | +3,87 % | +4,03 % |

| Година:    | 2023. | 2024.   |
| ---------- | ----- | ------- |
| Број људи: | 324   | 335     |
| Разлика:   |       | +3,39 % |

Према подацима о броју становника из 2011. године насеље је имало 324 становника.